# شهرستان جونلیان
شهرستان جونلیان (به لاتین: Junlian County) یک منطقهٔ مسکونی در چین است که در ایبلین واقع شده‌است.